# Сборная Сан-Томе и Принсипи по футболу
Сборная Сан-Томе и Принсипи по футболу — представляет Сан-Томе и Принсипи на международных футбольных турнирах и товарищеских матчах. Управляющая организация — Сантомийская федерация футбола. Является членом ФИФА с 1986 года, членом КАФ — с 1987 года.

## История
Сборная Сан-Томе и Принсипи ни разу не принимала участия ни на чемпионате мира, ни на Кубке африканских наций. Островная сборная дважды принимала участие в отборочных турнирах к чемпионатам мира и трижды — к Кубкам африканских наций, однако сходила с пути на первом же этапе. Свой последний до ноября 2011 года официальный матч сборная Сан-Томе и Принсипи провела 16 ноября 2003 года в рамках отборочного этапа к чемпионату мира 2006, проиграв его сборной Ливии в гостях со счётом 0:8. В течение трёх лет и с 2008 года сборная Сан-Томе и Принсипи не провела ни одного матча и долгое время не была представлена в официальном рейтинге сборных ФИФА, поскольку в нём учитываются лишь матчи за последние четыре года. На сайте Футбольной федерации Сан-Томе и Принсипи, основанной ещё в 1975 году, в графу «достижения» занесено только одно событие — постройка собственного офиса федерации.
В 2006 году сборная Сан-Томе и Принсипи прекратила своё существование из-за банкротства главного тренера. Игроки сборной сразу ушли из неё, и страна более чем два года жила без своей сборной. Все попытки власти Сан-Томе и Принсипи возродить сборную в 2007 году успеха не имели.
В 2008 году сборная Сан-Томе и Принсипи вновь возродилась, не проведя ни одного матча.
11 и 15 ноября 2011 года сборная провела первые после 2003 года матчи со сборной Конго в рамках отборочного турнира ЧМ-2014. Первый матч закончился поражением 0:5, второй — вничью 1:1.

## Чемпионат мира
- 1930 — 1990 — не принимала участия
- 1994 — снялась с соревнований
- 1998 — не принимала участия
- 2002 — не прошла квалификацию
- 2006 — не прошла квалификацию
- 2010 — снялась с соревнований
- 2014 — 2026 — не прошла квалификацию

## Кубок африканских наций
- 1957 — 1998 — не принимала участия
- 2000 — не прошла квалификацию
- 2002 — не прошла квалификацию
- 2004 — снялась с соревнований
- 2006 — не прошла квалификацию
- 2008 — не принимала участия
- 2010 — снялась с соревнований
- 2012 — не подавала заявку
- 2013 — 2025 — не прошла квалификацию